# Mistshenkoana vitiensis
Mistshenkoana vitiensis är en insektsart som först beskrevs av Henri Saussure 1878.  Mistshenkoana vitiensis ingår i släktet Mistshenkoana och familjen syrsor. Inga underarter finns listade i Catalogue of Life.